# Kenneth Ross MacKenzie
Kenneth Ross MacKenzie, né à Portland (Oregon) le 15 juin 1912 et mort à Los Angeles le 3 juillet 2002, est un physicien américain.

## Biographie
Avec Dale R. Corson et Emilio Segrè, il découvre l'astate en 1940.
Pendant plusieurs décennies, il est professeur de physique à l'Université de Californie (UCLA), où il supervise la construction du cyclotron. 